# Харинцы
Харинцы — деревня в Слободском районе Кировской области в составе Ленинского сельского поселения.

## География
Находится на расстоянии менее 1 км на юг по прямой от поселка Вахруши.

## История
Известна с 1950 года, когда в ней было учтено 5 хозяйств и 23 жителя, в 1989 году отмечен 1 постоянный житель. Ныне имеет дачный характер.

## Население
Постоянное население не было учтено как в 2002 году, так и в 2010.